# Ū
Ūū – litera alfabetu łacińskiego używana w zapisie języka litewskiego, łotewskiego, nowopruskiego, w językach polinezyjskich oraz w łacińskim zapisie języka arabskiego i japońskiego (rōmaji). Przypisywana jest samogłosce [u:].   